# Código Técnico de la Edificación

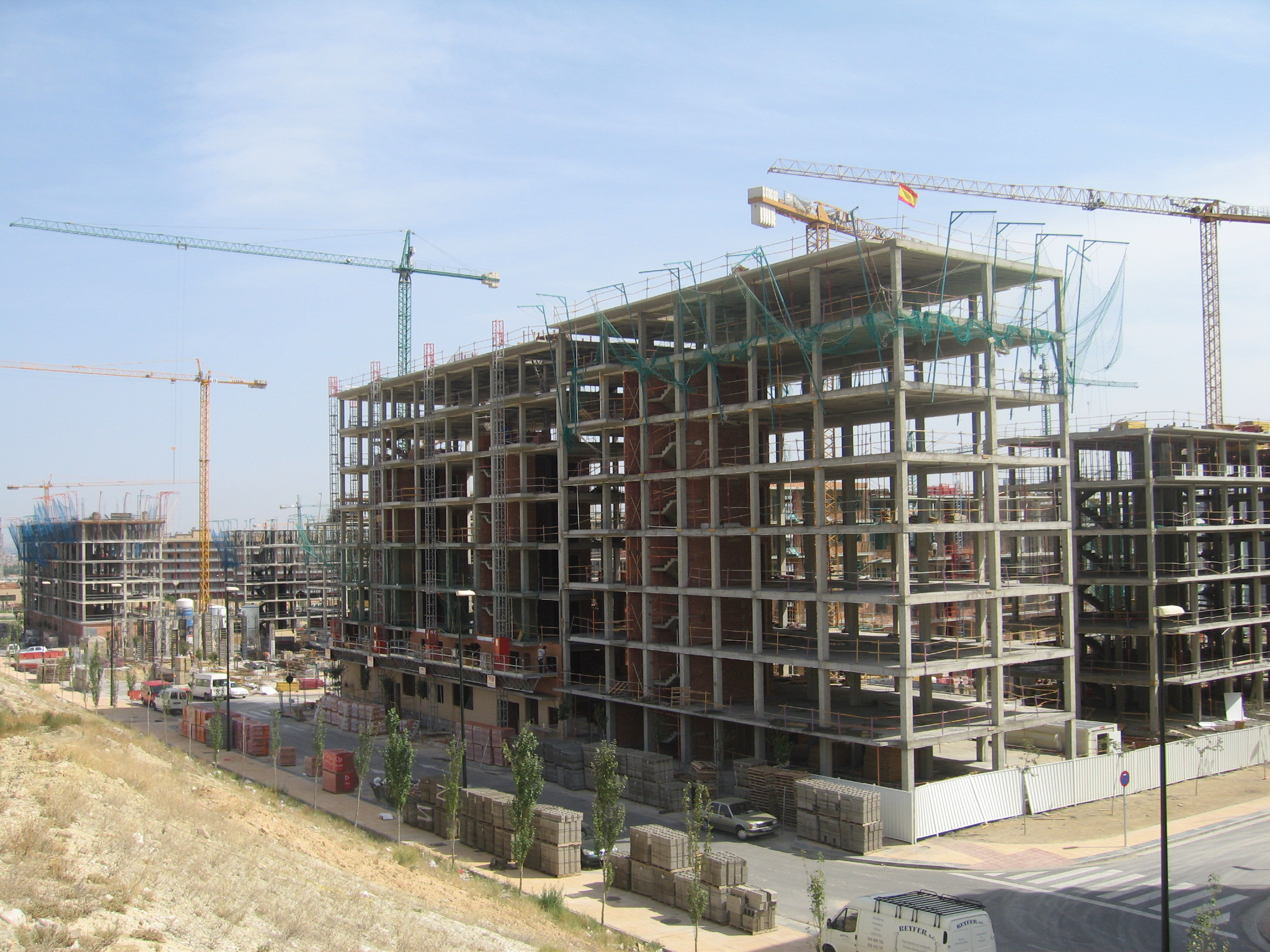
Proceso de edificación en España.

El Código Técnico de la Edificación (CTE) es el conjunto principal de normativas que regulan la construcción de edificios en España desde 2006. Transpuesta de las leyes europeas, Directiva de eficiencia energética en edificios y la Directiva de Eficiencia Energética de la Unión Europea. Es el código de edificación en vigor en el país. En él se establecen los requisitos básicos de seguridad y habitabilidad de las construcciones, definidos por la Ley de Ordenación de la Edificación (LOE). Sus exigencias intervienen en las fases de proyecto, construcción, mantenimiento y conservación. Es una normativa basada en prestaciones.
Aunque el CTE aglutina la mayoría de las normativas de edificación de España, existen otras que siendo vigentes no pertenecen al CTE, como son el Código Estructural (aprobado por el Real Decreto 470/2021, de 29 de junio) que sustituye a la Instrucción Española del Hormigón Estructural (EHE-08) y a la Instrucción de Acero Estructural (EAE) o la Norma de Construcción Sismorresistente (NCSE).

## Historia
Hasta 1977 la construcción en España estaba regulada mediante normas del ministerio de vivienda, denominadas Normas MV. El 10 de junio de 1977 se aprueba el Real Decreto 1650/1977, sobre normativa de edificación, que describe como se deben organizar todo este tipo de normativas. A raíz de este Real Decreto se desarrollan las Normas Básicas de la Edificación (NBE), de tipo prescriptivo, que son publicadas paulatinamente y por separado en los años posteriores.
En 1999 se aprueba la Ley de Ordenación de la Edificación (LOE), que establece la organización completa de la edificación y sus normativas. La incompatibilidad de las NBE con la aplicación de esta ley obligó a la sustitución de todas ellas por un nuevo conjunto de normas. La propia LOE exige la redacción de un nuevo Código Técnico de la Edificación para su desarrollo.
El 17 de marzo de 2006 se aprueba el Real Decreto 314/2006, por el cual entra en vigor el Código Técnico de la Edificación y se derogan las anteriores NBE. Se estableció un plazo de 6 o 12 meses según norma en el cual podían convivir ambas normativas. El apartado DB-HR, de protección frente al ruido, fue aprobado posteriormente al resto en el Real Decreto 1371/2007. El resto de normativas aplicables a la edificación que no se incluían en las NBE no fueron sustituidas por la redacción del CTE.
Se ha publicado en el Boletín Oficial del Estado de 27 de diciembre de 2019 el Real Decreto 732/2019, de 20 de diciembre por el que se modifica el Código Técnico de la Edificación, aprobado por el Real Decreto 314/2006, de 17 de marzo.

## Estructura del Código

### Estructura general
El hecho de que sea una normativa basada en prestaciones le obliga a utilizar una estructura particular más moderna que en otras normativas, en su caso una simplificación del esquema nórdico de 5 niveles que utiliza 4:
- Objetivo: En esta parte se definen los objetivos generales que deben cumplir los edificios según la LOE.
- Exigencias: Se desarrollan de una forma mucho más técnica las exigencias que se establece sobre los edificios para que se consideren que estos cumplen los objetivos del CTE.
- Métodos de verificación: Se establecen los diversos métodos de verificación que se admiten para comprobar que un proyecto cumple con las exigencias.
- Soluciones aceptadas: Es un compendio de las soluciones constructivas que se consideran válidas y que cumplen con los métodos de verificación.

### Normativas
El Código Técnico se compone de un conjunto de normativas, cada una de las cuales se denomina Documento Básico. Existen 2 tipos de documentos básicos, los dedicados a la seguridad y los dedicados a la habitabilidad:
- Documentos Básicos de seguridad:
  - DB-SE (Documento Básico de Seguridad Estructural): Se compone a su vez de 5 normativas:
    - DB-SE AE (Acciones en la Edificación): Recoge las fuerzas externas que deben soportar las estructuras, principalmente el peso. Sustituye a la NBE-AE 88.
    - DB-SE C (Cimientos)
    - DB-SE A (Acero): Sustituye a la NBE-EA 95. Está basada en el Eurocódigo.
    - DB-SE F (Fábrica): Para estructuras de fábrica de ladrillo o bloque.
    - DB-SE M (Madera)

  - DB-SI (Documento Básico de Seguridad en caso de Incendio): Sustituye a la NBE-CPI.
  - DB-SUA (Documento Básico de Seguridad de Utilización y Accesibilidad): Es de nueva creación y no sustituye a ninguna NBE anterior. En su primera versión se denominaba DB-SU y no incluía la accesibilidad, que se incorporó en 2010.
- Documentos Básicos de habitabilidad:
  - DB-HS (Documento Básico de Salubridad)
  - DB-HR (Documento Básico de protección frente al Ruido): Fue aprobado posteriormente al resto de Documentos Básicos.
  - DB-HE (Documento Básico de Ahorro de Energía): La normativa requiere la introducción de sistemas de energía solar y la utilización de materiales y técnicas de construcción que contribuyan al ahorro energético.

Además de los Documentos Básicos se considera parte del CTE al Real Decreto 314/2006 que regula su entrada en vigor.

## Obligatoriedad e infracciones
Cada uno de los Documentos Básicos tiene una sección denominada «Ámbito de aplicación» en la que se establece en qué casos es obligatorio y en qué casos no. La obligatoriedad cambia de un DB a otro, de tal manera que en ciertas construcciones particulares pueden ser de aplicación algunos DB mientras que otros no.
En general, el Código Técnico es siempre de obligado cumplimiento en los edificios de nueva construcción. En el caso de las obras de ampliación, modificación, reforma o rehabilitación que se realicen sobre edificios existentes, la obligatoriedad depende de la naturaleza de la intervención y, en su caso, del grado de protección que puedan tener los edificios afectados. 
No se exige su cumplimiento en aquellas construcciones de sencillez técnica y de escasa entidad constructiva ya sea de forma eventual o permanente que se desarrollen en una sola planta y no afecten a la seguridad de las personas. Las construcciones de carácter residencial o público deben cumplir el Código Técnico independientemente de su sencillez.
El cumplimiento del Código Técnico no exime del cumplimiento del resto de normativas vigentes, como la Instrucción Española del Hormigón Estructural (EHE), el Reglamento de Instalaciones Térmicas en los Edificios (RITE 07), el Reglamento de Seguridad Contra Incendios en los Establecimientos Industriales, el Reglamento Electrotécnico para Baja Tensión (REBT 02), el Reglamento Técnico de Distribución y Utilización de Combustibles Gaseosos (RD 919/2006), el Reglamento regulador de las Infraestructuras Comunes de Telecomunicaciones (ICT) (RD 346/2011) y la normativa municipal y autonómica específica.
No obstante, no quedan claras las infracciones y sanciones por su incumplimiento, al no hacerse referencias a ellas en el mismo.

## Contexto internacional
El continuo trabajo de varias organizaciones internacionales (CEPE, CIB, IRCC, etc.) relacionadas con la normativa de la edificación, está suponiendo un avance en los sistema reglamentarios, a la vez que estudian la forma de enfoque adecuada para los códigos basados en prestaciones u objetivos. 
La Unión Europea define en su Reglamento 305/2011 de Productos de Construcción (RPC) los requisitos relativos al marcado CE. El cumplimiento de los requisitos establecidos en este Reglamento es obligatorio, incluyendo la necesidad de emitir una Declaración de prestaciones para los productos cubiertos. El RCP anuló la anterior Directiva de Productos de Construcción, para la que se habían emitido una serie de Documentos Interpretativos.